# 200 meter för damer i friidrott vid olympiska sommarspelen 1984
200 meter för damer vid olympiska sommarspelen 1984 i Los Angeles avgjordes 9 augusti. 

## Medaljörer
| Gren      | Guld                       | Guld  | Silver                  | Silver | Brons                   | Brons |
| 200 meter | Valerie Brisco-Hooks · USA | 21,81 | Florence Griffith · USA | 22,04  | Merlene Ottey · Jamaica | 22,09 |

## Resultat
- Q innebär avancemang utifrån placering i heatet.
- q innebär avancemang utifrån total placering.
- DNS innebär att personen inte startade.
- DNF innebär att personen inte fullföljde.
- DQ innebär diskvalificering.
- NR innebär nationellt rekord.
- OR innebär olympiskt rekord.
- WR innebär världsrekord.
- WJR innebär världsrekord för juniorer
- AR innebär världsdelsrekord (area record)
- PB innebär personligt rekord.
- SB innebär säsongsbästa.
- w innebär medvind > 2,0 m/s

### Kvartsfinaler
- Hölls 1984-08-08

| Placering | Heat 1                     | Tid   |
| --------- | -------------------------- | ----- |
| 1.        | Rose-Aimée Bacoul (FRA)    | 22,57 |
| 2.        | Valerie Brisco-Hooks (USA) | 22,78 |
| 3.        | Angela Bailey (CAN)        | 22,97 |
| 4.        | Pauline Davis (BAH)        | 22.97 |
| 5.        | Sandra Whittaker (GBR)     | 22.98 |
| 6.        | Janet Burke (JAM)          | 23.56 |
| 7.        | Françoise Mpika (CGO)      | 24.97 |

| Placering | Heat 2                         | Tid   |
| --------- | ------------------------------ | ----- |
| 1.        | Merlene Ottey (JAM)            | 22,53 |
| 2.        | Liliane Gaschet (FRA)          | 22,87 |
| 3.        | Kathy Cook (GBR)               | 23,02 |
| 4.        | Marisa Masullo (ITA)           | 23.19 |
| 5.        | Michaela Schabinger (FRG)      | 23.84 |
| 6.        | Mo Myung-Hee (KOR)             | 24.70 |
| 7.        | Christa Schumann-Lottman (GUA) | 24.90 |
| 8.        | Nzaeli Kyomo (TAN)             | 25.11 |

| Placering | Heat 3                | Tid   |
| --------- | --------------------- | ----- |
| 1.        | Grace Jackson (JAM)   | 22,52 |
| 2.        | Randy Givens (USA)    | 22,81 |
| 3.        | Els Vader (NED)       | 23,31 |
| 4.        | Ruth Waithera (KEN)   | 23.37 |
| 5.        | Raymonde Naigre (FRA) | 23.54 |
| 6.        | Teresa Rione (ESP)    | 23.78 |
| 7.        | Elanga Buala (PNG)    | 24.87 |
| 8.        | Arnie Ndow (GAM)      | 25.24 |

| Placering | Heat 4                         | Tid   |
| --------- | ------------------------------ | ----- |
| 1.        | Florence Griffith-Joyner (USA) | 22,33 |
| 2.        | Joan Baptiste (GBR)            | 23,11 |
| 3.        | Heidi-Elke Gaugel (FRG)        | 23,19 |
| 4.        | Helinä Marjamaa (FIN)          | 23.51 |
| 5.        | Semra Aksu (TUR)               | 24.03 |
| 6.        | Ruth Enang Mesode (CMR)        | 24.25 |
| 7.        | Divina Estrella (DOM)          | 24.98 |

### Semifinaler
- Hölls 1984-08-09

| Placering | Heat 1                         | Tid   |
| --------- | ------------------------------ | ----- |
| 1.        | Florence Griffith-Joyner (USA) | 22,27 |
| 2.        | Merlene Ottey-Page (JAM)       | 22,57 |
| 3.        | Randy Givens (USA)             | 22,69 |
| 4.        | Liliane Gaschet (FRA)          | 22.73 |
| 5.        | Joan Baptiste (GBR)            | 22.86 |
| 6.        | Helinä Marjamaa (FIN)          | 23.12 |
| 7.        | Els Vader (NED)                | 23.43 |
| 8.        | Ruth Waithera (KEN)            | 23.45 |

| Placering | Heat 2                     | Tid   |
| --------- | -------------------------- | ----- |
| 1.        | Valerie Brisco-Hooks (USA) | 22,28 |
| 2.        | Grace Jackson (JAM)        | 22,32 |
| 3.        | Kathy Cook (GBR)           | 22,38 |
| 4.        | Rose-Aimée Bacoul (FRA)    | 22.53 |
| 5.        | Angela Bailey (CAN)        | 22.75 |
| 6.        | Marisa Masullo (ITA)       | 22.88 |
| 7.        | Heidi-Elke Gaugel (FRG)    | 23.02 |
| 7.        | Pauline Davis (BAH)        | 23.02 |

### Final
| Placering | Final                          | Tid   |
| --------- | ------------------------------ | ----- |
|           | Valerie Brisco-Hooks (USA)     | 21,81 |
|           | Florence Griffith-Joyner (USA) | 22,04 |
|           | Merlene Ottey-Page (JAM)       | 22,09 |
| 4.        | Kathy Cook (GBR)               | 22,10 |
| 5.        | Grace Jackson (JAM)            | 22,20 |
| 6.        | Randy Givens (USA)             | 22,36 |
| 7.        | Rose-Aimée Bacoul (FRA)        | 22,78 |
| 8.        | Liliane Gaschet (FRA)          | 22,86 |